# Deesbach
Deesbach ist eine Gemeinde im Landkreis Saalfeld-Rudolstadt in Thüringen. Die Gemeinde gehört der Verwaltungsgemeinschaft Schwarzatal an, die ihren Verwaltungssitz in der Stadt Schwarzatal hat.

## Geografie
Deesbach im ruhigen Deesbachtal liegt im Naturpark Thüringer Wald.

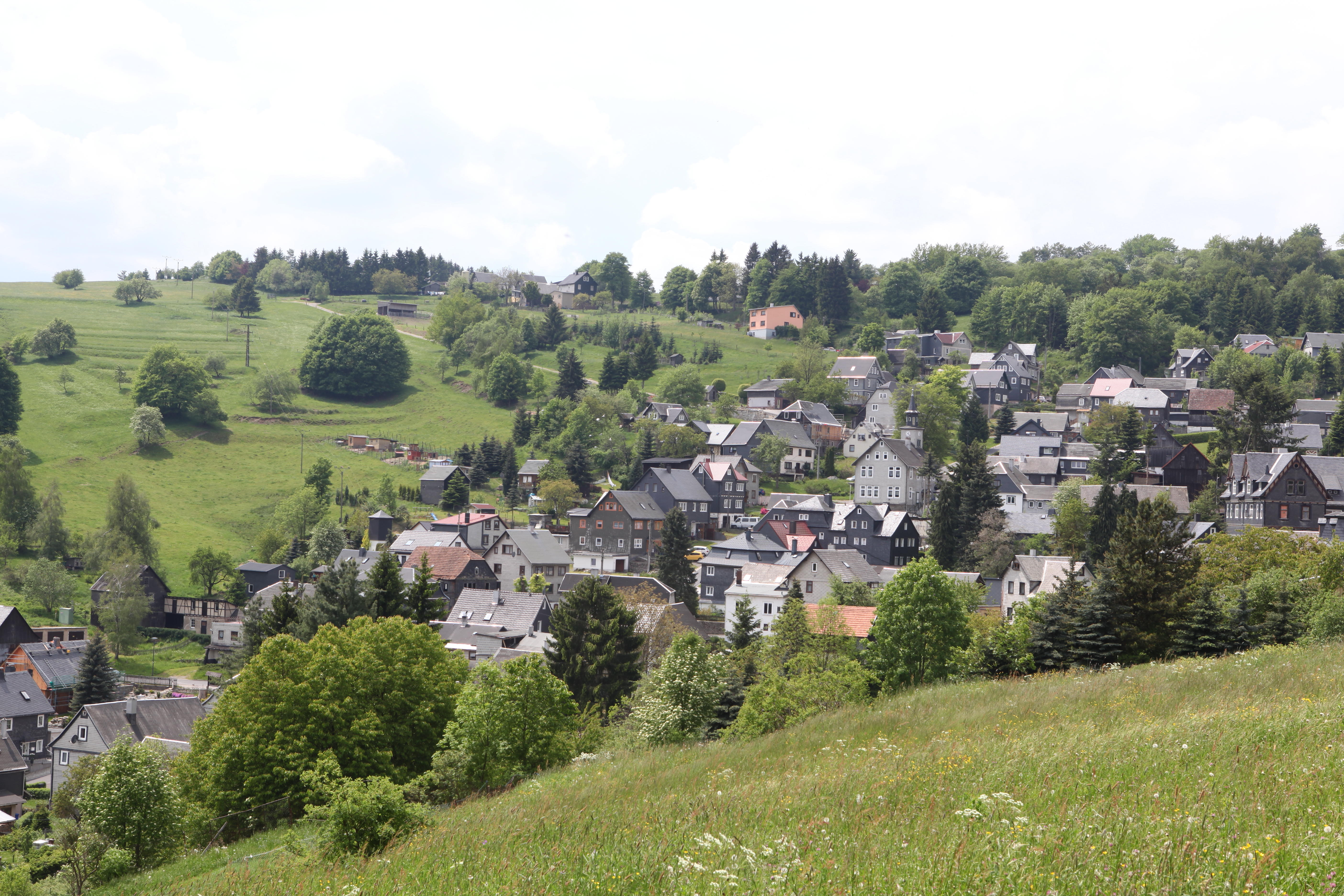
Ortsansicht

## Geschichte
Der Ort wurde erstmals 1465 als Tespach urkundlich erwähnt. Der kleine Ort gehörte zum Kirchspiel Oberweißbach. Bis 1918 gehörte der Ort zur Oberherrschaft des Fürstentums Schwarzburg-Rudolstadt.
1919 beteiligte sich Deesbach zusammen mit den Gemeinden Lichtenhain, Oberweißbach, Cursdorf und dem Freistaat Schwarzburg-Rudolstadt an der Gründung der Oberweißbacher Bergbahn-Aktiengesellschaft, obwohl der Ort gar nicht direkt an der Strecke der Oberweißbacher Bergbahn liegt.

## Politik

### Gemeinderat
Der Rat der Gemeinde Deesbach besteht aus 5 Mitgliedern.
- Feuerwehrverein Deesbach 3 Sitze
- Sportfischereiverein Talsperre Deesbach 1 Sitz
- FC Kümmerling Deesbach 1 Sitz

### Bürgermeister
Die ehrenamtliche Bürgermeisterin Claudia Böhm wurde am 6. Juni 2010 gewählt.

## Bauwerke
- Vorsperre Deesbach, mit 3,2 Mio. m³ Stauraum

Zu den Kulturdenkmalen in der Gemeinde siehe die Liste der Kulturdenkmale in Deesbach.

## Besonderes
Nach eigenen Angaben befinden sich in Deesbach die „steilste Straße Deutschlands“ mit 25,30 % Gefälle sowie die zweitsteilste „steilste Ortsstraße“ mit 22,65 % Gefälle. Auf der Oberweißbacher Straße in Deesbach findet jährlich ein Klapprad-Bergrennen an der steilsten Straße statt. Jedoch fand ein hessischer Radiosender 2017 heraus, dass es im hessischen Ranstadt-Dauernheim eine Straße gibt mit einer Steigung von 29 %, den Hasenpfad. Die steilste Straße Deutschlands befindet sich nunmehr nicht mehr in Deesbach.

## Persönlichkeiten
- Elmar Faber (1934–2017), Germanist, Lektor und Verleger
- Hugo Kuemmerling, Hersteller des gleichnamigen Kräuterlikörs